# Zasada dualności
Zasada dualności (lub dawniej zasada dwoistości) – prawo geometrii rzutowej, mówiące, że dowolne prawdziwe twierdzenie na płaszczyźnie rzutowej zawierające tylko sformułowania:
- punkt leży na prostej,
- proste przecinają się w punkcie,
- punkt należy do stożkowej,
- prosta jest styczna do stożkowej,

jest równoważne twierdzeniu które można otrzymać, jeśli zamieni się w nim pojęcia "prosta" na "punkt" i odwrotnie (i odpowiednio "przechodzi przez" na "leży na") oraz zwrot "punkt należy do stożkowej" na "prosta jest styczna do stożkowej" i odwrotnie.

## Przykłady

### Współliniowość i współpękowość punktów
Do każdego twierdzenia mówiącego o współliniowości danych punktów rzutowych istnieje dualne twierdzenie o współpękowości odpowiadających im prostych dualnych.

### Twierdzenie Brianchona i Pascala
Przykładem twierdzeń dualnych są twierdzenie Brianchona i twierdzenie Pascala.
| Twierdzenie Pascala                                                    | Twierdzenie Brianchona                                                                                      |
| ---------------------------------------------------------------------- | --- |
| Jeśli:                                                                 | |
| {\displaystyle p_{1},\dots ,p_{6}} są różnymi punktami stożkowej       | {\displaystyle \ell _{1},\dots ,\ell _{6}} są różnymi stycznymi do stożkowej                                |
| to trzy                                                                | |
| punkty przecięcia                                                      | proste łączące                                                                                              |
| odpowiednio                                                            | |
| prostej {\displaystyle p_{1}p_{2}} z prostą {\displaystyle p_{4}p_{5}} | punkt przecięcia {\displaystyle \ell _{1}\ell _{2}} z punktem przecięcia {\displaystyle \ell _{4}\ell _{5}} |
| prostej {\displaystyle p_{2}p_{3}} z prostą {\displaystyle p_{5}p_{6}} | punkt przecięcia {\displaystyle \ell _{2}\ell _{3}} z punktem przecięcia {\displaystyle \ell _{5}\ell _{6}} |
| prostej {\displaystyle p_{3}p_{4}} z prostą {\displaystyle p_{6}p_{1}} | punkt przecięcia {\displaystyle \ell _{3}\ell _{4}} z punktem przecięcia {\displaystyle \ell _{6}\ell _{1}} |
| leżą na jednej prostej.                                                | przecinają się w jednym punkcie.                                                                            |

### Twierdzenie Pappusa i Desargues’a
Przykładem twierdzeń dualnych są twierdzenie Pappusa i twierdzenie Desargues’a.

### Twierdzenie Sylvestera-Gallai
Przykładem twierdzeń dualnych są twierdzenie Sylvestera-Gallai oraz dualne twierdzenie Sylvestera-Gallai.
| Twierdzenie Sylvestera-Gallai      | Dualne twierdzenie Sylvestera-Gallai |
| ---------------------------------- | ------------------------------------ |
| Każda konfiguracja                 |                                      |
| prostych,                          | punktów,                             |
| która nie jest                     |                                      |
| pękiem,                            | współliniowa,                        |
| generuje co najmniej jeden (jedną) |                                      |
| punkt zwyczajny.                   | prostą zwyczajną.                    |